# 세쿤디노 수아레스
세쿤디노 수아레스 바스케스(스페인어: Secundino Suárez Vázquez, 1955년 4월 13일, 아스투리아스 주 소트론디오 ~)는 줄여서 쿤디(스페인어: Cundi)로 알려진 스페인의 전직 축구 선수로, 현역 시절 좌측 부시수로 활약하였다.
그는 프로 선수 시절의 경력 대부분을 스포르팅 히혼에서 보냈는데, 그는 15년 가까이 아스투리아스 연고 구단에서 활약했다.

## 클럽 경력
쿤디는 아스투리아스 주 소트론디오 출신으로, 현역 시절 거의 전부를 지역 강호 스포르팅 히혼에서 보냈는데, 병역을 위해 1년 동안 포블렌세로 임대되었을 때를 예외로 히혼에 있었다. 20세가 된 후부터, 쿤디는 라 리가 구단의 부동 주전으로 활약했고, 15여 년 동안 400경기 가량을 출전했다.
1986-87 시즌, 쿤디는 41번의 경기에 출전(3,549분 출전)하며 소속 구단의 4위에 일조했다. 그는 현역 시절에 레드 카드를 받은 적이 없는 선수이기도 하다.

## 국가대표팀 경력
쿤디는 2년 반의 기간에 스페인 국가대표팀 경기에 9번 출전했으며, UEFA 유로 1980의 선수단에 이름을 올렸다. 그의 첫 국가대표팀 경기는 1978년 10월 4일, 유고슬라비아와의 UEFA 유로 1980 예선전 경기로 자그레브에서 열린 이 경기는 1-2 패배로 끝났다.

## 사생활
쿤디의 아들 루벤도 축구 선수이다. 공격형 미드필더인 그도 스포르팅 히혼에서 신고식을 치렀다.